# Morgan Sanson
Pour les articles homonymes, voir Sanson.
Morgan Sanson, né le 18 août 1994 à Saint-Doulchard, en France, est un footballeur français qui évolue au poste de milieu de terrain à l’OGC Nice.

## Biographie

### Débuts professionnels au Mans FC
Natif de Saint-Doulchard, près de Bourges dans le Cher, Morgan Sanson découvre le football en amateur au club des ES Justice Bourges puis au Gazélec Bourges puis au Bourges 18 et au pôle espoirs de la Ligue du Centre, avant de rejoindre Le Mans FC en 2009. Évoluant au poste de milieu de terrain, il intègre le groupe professionnel du club manceau lors de la saison 2012-2013 après être passé par le centre de formation pendant trois saisons.
Il joue son premier match professionnel dès la seconde journée de Ligue 2 en entrant en jeu contre le Dijon FCO. Le 7 novembre 2012, il signe son premier contrat pro avant d'inscrire le mois suivant son premier but lors de la réception de l'AS Monaco. Le club termine la saison relégable.

### Révélation au Montpellier HSC

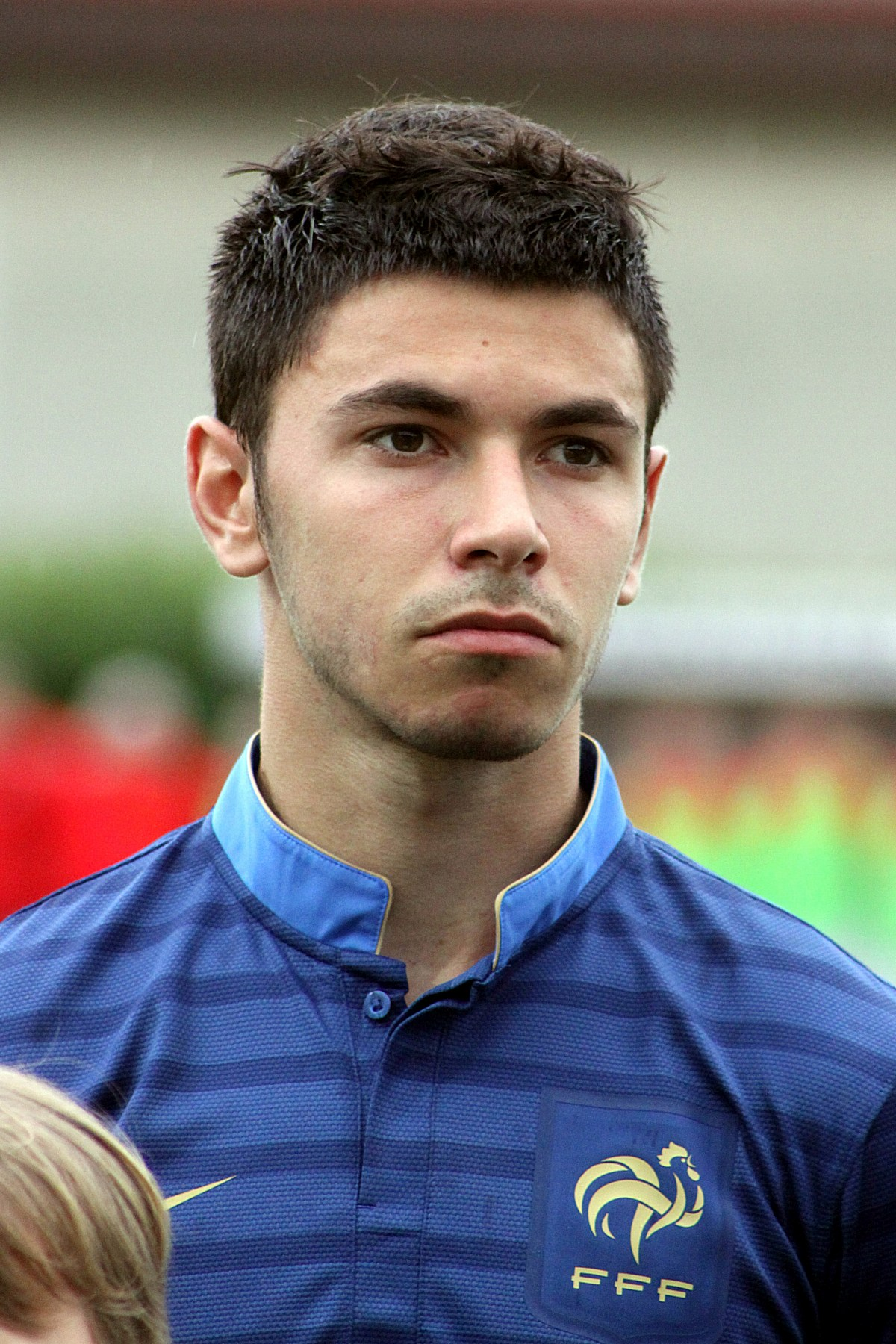
Sanson avec l'Équipe de France des moins de 19 ans en 2013.

Le club du Mans connaissant de graves difficultés financières, Morgan Sanson finit par rejoindre le Montpellier HSC pour quatre ans en juin 2013. Le 14 septembre suivant, il dispute sa première rencontre de Ligue 1 lors du match nul du club héraultais à domicile contre le Stade de Reims. Grâce à un bon début de saison en Ligue 1, il est alors appelé en équipe de France espoirs.
En janvier 2015 alors que l'Olympique de Marseille et les Girondins de Bordeaux sont intéressés par son profil, Morgan Sanson prolonge finalement son contrat avec le MHSC pour une année supplémentaire avec qui il est donc lié jusqu'en 2018. Devenu incontournable dans l'effectif héraultais et ayant disputé chacune des rencontres de championnat de la saison 2014-15, il se blesse gravement aux ligaments croisés face au Toulouse FC au cours de la 32e journée. Rolland Courbis déclare alors que « la perte de Morgan Sanson est plus importante que la défaite ».

### Olympique de Marseille
Le 17 janvier 2017, le Montpellier HSC et l'Olympique de Marseille annoncent avoir trouvé un accord sur un contrat de quatre ans et demi pour un montant de transfert de 9 M€ (plus 3 M€ en bonus).
Décrit comme un milieu capable de casser les lignes adverses, il joue son premier match lors d'un choc contre l'Olympique lyonnais, avant de marquer son premier but sous les couleurs phocéennes le 5 mars 2017 lors d'une victoire (4-1) face au FC Lorient.
Lors de la saison 2016-2017, Morgan Sanson remporte le titre de meilleur passeur de Ligue 1 avec douze passes décisives.
La saison suivante avec l'Olympique de Marseille, il réalise un beau parcours et termine finaliste de la Ligue Europa battu par l'Atlético de Madrid (0-3).
Lors de la saison 2018-2019, il est avec Florian Thauvin l'un des deux délégués syndicaux de l'UNFP au sein de l'OM.

### Aston Villa
Le 26 janvier 2021, il quitte l'Olympique de Marseille afin de rejoindre le club anglais d'Aston Villa pour un montant de 18 millions d'euros.
Il est titulaire pour la première fois le 6 mars 2021 face à Wolverhampton, mais sort sur blessure à la 60e minute de jeu.

### Prêt au RC Strasbourg
Le 23 janvier 2023, il est prêté sans option d'achat jusqu'à la fin de la saison au RC Strasbourg.

### OGC Nice
Le 24 juillet 2023, il est prêté avec option d'achat à l'OGC Nice. Il s'engage définitivement jusqu'en juin 2027 avec l'OGC Nice en mai 2024.

## Statistiques
| Saison                | Club                   | Championnat           | Championnat | Championnat | Championnat | Coupe nationale | Coupe nationale | Coupe nationale | Coupe de la Ligue | Coupe de la Ligue | Coupe de la Ligue | Compétition(s) continentale(s) | Compétition(s) continentale(s) | Compétition(s) continentale(s) | Compétition(s) continentale(s) | Total | Total | Total |
| Saison                | Club                   | Division              | M.          | B.          | P.d.        | M.              | B.              | P.d.            | M.                | B.                | P.d.              | Comp.                          | M.                             | B.                             | P.d.                           | M.    | B.    | P.d.  |
| 2012-2013             | Le Mans FC             | Ligue 2               | 27          | 3           | 1           | 3               | 0               | 0               | 1                 | 0                 | 0                 | -                              | -                              | -                              | -                              | 31    | 3     | 1     |
| 2013-2014             | Montpellier HSC        | Ligue 1               | 32          | 1           | 2           | 3               | 0               | 0               | 1                 | 0                 | 0                 | -                              | -                              | -                              | -                              | 36    | 1     | 2     |
| 2014-2015             | Montpellier HSC        | Ligue 1               | 32          | 6           | 3           | 1               | 0               | 0               | 1                 | 0                 | 0                 | -                              | -                              | -                              | -                              | 34    | 6     | 3     |
| 2015-2016             | Montpellier HSC        | Ligue 1               | 14          | 3           | 0           | 1               | 0               | 0               | -                 | -                 | -                 | -                              | -                              | -                              | -                              | 15    | 3     | 0     |
| 2016-2017             | Montpellier HSC        | Ligue 1               | 20          | 3           | 6           | 1               | 0               | 0               | 1                 | 0                 | 0                 | -                              | -                              | -                              | -                              | 22    | 3     | 6     |
| Sous-total            | Sous-total             | Sous-total            | 98          | 13          | 11          | 6               | 0               | 0               | 3                 | 0                 | 0                 | -                              | -                              | -                              | -                              | 107   | 13    | 11    |
| 2016-2017             | Olympique de Marseille | Ligue 1               | 17          | 1           | 7           | 1               | 0               | 0               | -                 | -                 | -                 | -                              | -                              | -                              | -                              | 18    | 1     | 7     |
| 2017-2018             | Olympique de Marseille | Ligue 1               | 33          | 9           | 2           | 2               | 1               | 0               | 1                 | 0                 | 0                 | C3                             | 17                             | 2                              | 1                              | 53    | 12    | 3     |
| 2018-2019             | Olympique de Marseille | Ligue 1               | 33          | 5           | 3           | 1               | 0               | 0               | 1                 | 0                 | 0                 | C3                             | 2                              | 0                              | 1                              | 37    | 5     | 4     |
| 2019-2020             | Olympique de Marseille | Ligue 1               | 27          | 5           | 4           | 2               | 0               | 0               | 1                 | 0                 | 0                 | -                              | -                              | -                              | -                              | 30    | 5     | 4     |
| 2020-2021             | Olympique de Marseille | Ligue 1               | 12          | 2           | 3           | 1               | 0               | 0               | -                 | -                 | -                 | C1                             | 6                              | 0                              | 0                              | 19    | 2     | 3     |
| Sous-total            | Sous-total             | Sous-total            | 122         | 22          | 19          | 7               | 1               | 0               | 3                 | 0                 | 0                 | -                              | 25                             | 2                              | 2                              | 157   | 25    | 21    |
| 2020-2021             | Aston Villa            | Premier League        | 9           | 0           | 0           | -               | -               | -               | -                 | -                 | -                 | -                              | -                              | -                              | -                              | 9     | 0     | 0     |
| 2021-2022             | Aston Villa            | Premier League        | 10          | 0           | 0           | -               | -               | -               | 1                 | 0                 | 0                 | -                              | -                              | -                              | -                              | 11    | 0     | 0     |
| 2022-2023             | Aston Villa            | Premier League        | 2           | 0           | 0           | 1               | 1               | 0               | -                 | -                 | -                 | -                              | -                              | -                              | -                              | 3     | 1     | 0     |
| Sous-total            | Sous-total             | Sous-total            | 21          | 0           | 0           | 1               | 1               | 0               | 1                 | 0                 | 0                 | -                              | -                              | -                              | -                              | 23    | 1     | 0     |
| 2022-2023             | RC Strasbourg (prêt)   | Ligue 1               | 18          | 1           | 2           | -               | -               | -               | -                 | -                 | -                 | -                              | -                              | -                              | -                              | 18    | 1     | 2     |
| 2023-2024             | OGC Nice (prêt)        | Ligue 1               | 29          | 2           | 3           | 3               | 2               | 0               | -                 | -                 | -                 | -                              | -                              | -                              | -                              | 32    | 4     | 3     |
| 2024-2025             | OGC Nice               | Ligue 1               | 6           | 3           | 0           | -               | -               | -               | -                 | -                 | -                 | -                              | -                              | -                              | -                              | 6     | 3     | 0     |
| 2025-2026             | OGC Nice               | Ligue 1               | -           | -           | -           | -               | -               | -               | -                 | -                 | -                 | C1                             | 1                              | 0                              | 0                              | 1     | 0     | 0     |
| Sous-total            | Sous-total             | Sous-total            | 35          | 5           | 3           | 3               | 2               | 0               | -                 | -                 | -                 | -                              | 1                              | 0                              | 0                              | 39    | 7     | 3     |
| Total sur la carrière | Total sur la carrière  | Total sur la carrière | 321         | 44          | 36          | 20              | 4               | 0               | 8                 | 0                 | 0                 | -                              | 26                             | 2                              | 2                              | 375   | 50    | 38    |

## Palmarès

### En club
Morgan Sanson ne compte aucun titre à son palmarès mais s'en rapproche durant son passage à l'Olympique de Marseille en étant vice-champion de France en 2020 mais également finaliste de la Ligue Europa en 2018 et du Trophée des champions 2020.
| Olympique de Marseille |
| --- |
| - Ligue Europa - Finaliste : 2018 - Championnat de France - Vice-champion : 2020 - Trophée des champions - Finaliste : 2020 |

### Distinctions personnelles
- Meilleur passeur de Ligue 1 en 2017 (13 passes décisives).
- Élu olympien du mois de décembre 2019 par les supporters de l'OM[13].